# 2015-ös Ázsia-kupa (D csoport)
A 2015-ös Ázsia-kupa D csoportjának mérkőzéseit január 12-től 20-ig játszották. A csoportban a címvédő Japán, Jordánia, Irak és Palesztina szerepelt. A csoportból Japán és Irak jutott tovább.

## Tabella
| Csapat     | M | Gy | D | V | G+ | G– | Gk  | P |
| ---------- | - | -- | - | - | -- | -- | --- | - |
| Japán      | 3 | 3  | 0 | 0 | 7  | 0  | +7  | 9 |
| Irak       | 3 | 2  | 0 | 1 | 3  | 1  | +2  | 6 |
| Jordánia   | 3 | 1  | 0 | 2 | 5  | 4  | +1  | 3 |
| Palesztina | 3 | 0  | 0 | 3 | 1  | 11 | –10 | 0 |

## Mérkőzések

### Japán – Palesztina
| 2015. január 12. 18:00 (UTC+11) |

| Japán                                               | 4–0               | Palesztina |
| --------------------------------------------------- | ----------------- | ---------- |
| Endó 8' Okazaki 25' Honda 44' (11-esből) Josida 49' | (3–0) Jegyzőkönyv |            |

| Newcastle Stadium, Newcastle Nézőszám: 15 497 Játékvezető: Abdulrahman Hussain (katari) |

| Japán | Palesztina |

| GK                   | 1  | Kavasima Eidzsi      |  |     |
| RB                   | 21 | Szakai Gótoku        |  |     |
| CB                   | 22 | Josida Maja          |  |     |
| CB                   | 6  | Morisige Maszato     |  |     |
| LB                   | 5  | Nagatomo Júto        |  |     |
| DM                   | 17 | Haszebe Makoto (csk) |  |     |
| RM                   | 4  | Honda Keiszuke       |  |     |
| CM                   | 10 | Kagava Sindzsi       |  |     |
| CM                   | 7  | Endó Jaszuhito       |  | 58' |
| LM                   | 18 | Inui Takasi          |  | 46' |
| CF                   | 9  | Okazaki Sindzsi      |  | 80' |
| Cserék:              |    |                      |  |     |
| MF                   | 8  | Kijotake Hirosi      |  | 46' |
| MF                   | 14 | Mutó Josinori        |  | 58' |
| FW                   | 11 | Tojoda Jóhei         |  | 80' |
| Szövetségi kapitány: |    |                      |  |     |
| Javier Aguirre       |    |                      |  |     |

| GK                   | 21 | Ramzi Saleh (csk)   |            |     |
| RB                   | 18 | Mus’ab Al-Batat     |            |     |
| CB                   | 4  | Ahmed Harbi         | 45+1′, 73′ |     |
| CB                   | 15 | Abdelatif Bahdari   | 69'        |     |
| LB                   | 14 | Abdullah Jaber      |            |     |
| CM                   | 20 | Khader Yousef       |            | 70' |
| CM                   | 23 | Murad Ismail Said   |            |     |
| RW                   | 10 | Ismail Al-Amour     | 60'        | 82' |
| LW                   | 7  | Ashraf Nu’man       | 43'        |     |
| SS                   | 19 | Abdelhamid Abuhabib |            |     |
| CF                   | 16 | Mahmoud Eid         |            | 75' |
| Cserék:              |    |                     |            |     |
| MF                   | 8  | Hesham Salhe        |            | 70' |
| DF                   | 12 | Tamer Salah         |            | 75' |
| DF                   | 3  | Hussam Abu Saleh    |            | 82' |
| Szövetségi kapitány: |    |                     |            |     |
| Saeb Jendeya         |    |                     |            |     |

| A mérkőzés játékosa: Okazaki Sindzsi (Japán) Asszisztensek: Taleb Salem Al-Marri (katari) Ramzan Saeed Al-Naemi (katari) Negyedik játékvezető: Mohd Amirul Izwan Yaacob (maláj) Ötödik játékvezető: Mohd Yusri Muhamad (maláj) |

### Jordánia – Irak
| 2015. január 12. 19:00 (UTC+10) |

| Jordánia | 0–1               | Irak      |
| -------- | ----------------- | --------- |
|          | (0–0) Jegyzőkönyv | Kasim 77' |

| Brisbane Stadium, Brisbane Nézőszám: 6840 Játékvezető: Fahad Al-Mirdasi (Szaúdi) |

| Jordánia | Irak |

| GK                   | 1  | Amer Shafi (csk)    |          |     |
| RB                   | 11 | Oday Zahran         |          |     |
| CB                   | 3  | Tareq Khattab       |          |     |
| CB                   | 19 | Anas Bani Yaseen    | 54′, 84′ |     |
| LB                   | 21 | Mohammad Al-Dmeiri  |          |     |
| DM                   | 5  | Mohammad Mustafa    |          |     |
| RM                   | 13 | Khalil Bani Attiah  |          | 60' |
| LM                   | 18 | Ahmed Elias         | 8'       | 87' |
| AM                   | 9  | Ahmed Sariweh       |          | 81' |
| CF                   | 10 | Ahmad Hayel         |          |     |
| CF                   | 8  | Odai Al-Saify       | 87'      |     |
| Cserék:              |    |                     |          |     |
| MF                   | 23 | Yousef Al-Rawashdeh |          | 60' |
| FW                   | 7  | Mahmoud Za'tara     | 90+2'    | 81' |
| MF                   | 14 | Abdallah Deeb       |          | 87' |
| Szövetségi kapitány: |    |                     |          |     |
| Ray Wilkins          |    |                     |          |     |

| GK                   | 12 | Dzsalál Haszan       |     |     |
| RB                   | 23 | Waleed Salem         |     |     |
| CB                   | 2  | Ahmad Ibrahim        |     |     |
| CB                   | 14 | Salam Shaker         |     |     |
| LB                   | 15 | Durgám Iszmáíl       |     |     |
| CM                   | 5  | Jászer Kászim        | 51' |     |
| CM                   | 21 | Szaad Abd el-Amír    |     |     |
| RW                   | 7  | Amdzsad Kalaf        | 83' |     |
| AM                   | 17 | Alaa Abdul-Zahra     | 19' | 90' |
| LW                   | 11 | Humám Tárikq         |     | 57' |
| CF                   | 10 | Younis Mahmoud (csk) |     | 73' |
| Cserék:              |    |                      |     |     |
| FW                   | 8  | Justin Meram         |     | 57' |
| MF                   | 9  | Ahmed Yasin          |     | 73' |
| MF                   | 13 | Oszáma Rasíd         |     | 90' |
| Szövetségi kapitány: |    |                      |     |     |
| Rádi Senajsil        |    |                      |     |     |

| A mérkőzés játékosa: Jászer Kászim (Irak) Asszisztensek: Badr Al-Shumrani (Szaúdi) Abdulah Al Shalwai (Szaúdi) Negyedik játékvezető: Crishantha Dilan Perera (srí lankai) Ötödik játékvezető: Palitha Hemathunga (srí lankai) |

### Palesztina – Jordánia
| 2015. január 16. 18:00 (UTC+11) |

| Palesztina    | 1–5               | Jordánia                                      |
| ------------- | ----------------- | --------------------------------------------- |
| Ihbeisheh 84' | (0–3) Jegyzőkönyv | Al-Rawashdeh 32' Al-Dardour 34' 45+2' 75' 79' |

| Melbourne Rectangular Stadium, Melbourne Nézőszám: 10 808 Játékvezető: Kim Dzsonghjok (dél-koreai) |

| Palesztina | Jordánia |

| GK                   | 21 | Ramzi Saleh (csk)   | 80' |     |
| RB                   | 18 | Mus'ab Al-Batat     |     |     |
| CB                   | 15 | Abdelatif Bahdari   |     |     |
| CB                   | 12 | Tamer Salah         |     |     |
| LB                   | 14 | Abdullah Jaber      |     |     |
| RM                   | 3  | Hussam Abu Saleh    |     | 55' |
| CM                   | 8  | Hesham Salhe        |     | 80' |
| CM                   | 23 | Murad Ismail Said   |     |     |
| LM                   | 13 | Jaka Ihbeisheh      |     |     |
| SS                   | 19 | Abdelhamid Abuhabib |     |     |
| CF                   | 7  | Ashraf Nu’man       |     | 73' |
| Cserék:              |    |                     |     |     |
| FW                   | 10 | Ismail Al-Amour     |     | 55' |
| FW                   | 16 | Mahmoud Eid         |     | 73' |
| MF                   | 20 | Khader Yousef       |     | 80' |
| Szövetségi kapitány: |    |                     |     |     |
| Saeb Jendeya         |    |                     |     |     |

| GK                   | 1  | Amer Shafi (csk)    |  |     |
| RB                   | 11 | Oday Zahran         |  |     |
| CB                   | 3  | Tareq Khattab       |  |     |
| CB                   | 5  | Mohammad Mustafa    |  |     |
| LB                   | 21 | Mohammad Al-Dmeiri  |  |     |
| DM                   | 18 | Ahmed Elias         |  |     |
| RM                   | 8  | Odai Al-Saify       |  |     |
| LM                   | 23 | Yousef Al-Rawashdeh |  | 69' |
| AM                   | 6  | Saeed Murjan        |  | 52' |
| CF                   | 20 | Hamza Al-Dardour    |  | 81' |
| CF                   | 14 | Abdallah Deeb       |  |     |
| Cserék:              |    |                     |  |     |
| MF                   | 13 | Khalil Bani Attiah  |  | 52' |
| MF                   | 9  | Ahmed Sariweh       |  | 69' |
| MF                   | 15 | Mohammad Al-Dawud   |  | 81' |
| Szövetségi kapitány: |    |                     |  |     |
| Ray Wilkins          |    |                     |  |     |

| A mérkőzés játékosa: Hamza Al-Dardour (Jordánia) Asszisztensek: Jeong Hae-sang (dél-koreai) Yoon Kwang-yeol (dél-koreai) Negyedik játékvezető: Ammar Al-Jeneibi (arab emírségekbeli) Ötödik játékvezető: Mohd Yusri Muhamad (maláj) |

### Irak – Japán
| 2015. január 16. 19:00 (UTC+10) |

| Irak | 0–1               | Japán                |
| ---- | ----------------- | -------------------- |
|      | (0–1) Jegyzőkönyv | Honda 23' (11-esből) |

| Brisbane Stadium, Brisbane Nézőszám: 22 941 Játékvezető: Alirezá Fagáni (iráni) |

| Irak | Japán |

| GK                   | 12 | Dzsalál Haszan       |     |     |
| RB                   | 23 | Waleed Salem         |     |     |
| CB                   | 2  | Ahmad Ibrahim        |     |     |
| CB                   | 14 | Salam Shaker         | 61' |     |
| LB                   | 15 | Durgám Iszmáíl       |     |     |
| CM                   | 21 | Szaad Abd el-Amír    |     |     |
| CM                   | 5  | Jászer Kászim        |     |     |
| RW                   | 7  | Amdzsad Kalaf        |     | 82' |
| AM                   | 17 | Alaa Abdul-Zahra     | 51' |     |
| LW                   | 6  | Ali Adnan            |     | 67' |
| CF                   | 10 | Younis Mahmoud (csk) |     | 54' |
| Cserék:              |    |                      |     |     |
| FW                   | 8  | Justin Meram         |     | 54' |
| MF                   | 9  | Ahmed Yasin          |     | 67' |
| MF                   | 13 | Oszáma Rasíd         |     | 82' |
| Szövetségi kapitány: |    |                      |     |     |
| Rádi Senajsil        |    |                      |     |     |

| GK                   | 1  | Eiji Kawashima      |       |     |
| RB                   | 21 | Gōtoku Sakai        |       |     |
| CB                   | 22 | Maya Yoshida        |       |     |
| CB                   | 6  | Masato Morishige    |       |     |
| LB                   | 5  | Yuto Nagatomo       |       |     |
| RM                   | 10 | Shinji Kagawa       |       |     |
| CM                   | 17 | Makoto Hasebe (csk) |       |     |
| LM                   | 7  | Yasuhito Endō       |       | 63' |
| RW                   | 4  | Keisuke Honda       |       | 89' |
| LW                   | 18 | Takashi Inui        |       | 63' |
| CF                   | 9  | Shinji Okazaki      |       |     |
| Cserék:              |    |                     |       |     |
| MF                   | 8  | Hiroshi Kiyotake    | 73'   | 63' |
| MF                   | 15 | Yasuyuki Konno      | 90+2' | 63' |
| MF                   | 14 | Yoshinori Muto      |       | 89' |
| Szövetségi kapitány: |    |                     |       |     |
| Javier Aguirre       |    |                     |       |     |

| A mérkőzés játékosa: Keisuke Honda (Japán) Asszisztensek: Reza Sokhandan (iráni) Mohammad Reza Abolfazli (iráni) Negyedik játékvezető: Crishantha Dilan Perera (Srí Lanka-i) Ötödik játékvezető: Palitha Hemathunga (Srí Lanka-i) |

### Japán – Jordánia
| 2015. január 20. 20:00 (UTC+11) |

| Japán                | 2–0               | Jordánia |
| -------------------- | ----------------- | -------- |
| Honda 24' Kagava 82' | (1–0) Jegyzőkönyv |          |

| Melbourne Rectangular Stadium, Melbourne Nézőszám: 25 016 Játékvezető: Ravshan Ermatov (üzbég) |

| Japán | Jordánia |

| GK                   | 1  | Eiji Kawashima      |     |     |
| RB                   | 21 | Gōtoku Sakai        |     |     |
| CB                   | 22 | Maya Yoshida        |     |     |
| CB                   | 6  | Masato Morishige    |     |     |
| LB                   | 5  | Yuto Nagatomo       |     |     |
| DM                   | 17 | Makoto Hasebe (csk) |     |     |
| RM                   | 4  | Keisuke Honda       |     |     |
| CM                   | 7  | Yasuhito Endō       |     | 86' |
| CM                   | 10 | Shinji Kagawa       |     |     |
| LM                   | 18 | Takashi Inui        | 48' | 49' |
| CF                   | 9  | Shinji Okazaki      | 46' | 78' |
| Cserék:              |    |                     |     |     |
| MF                   | 8  | Hiroshi Kiyotake    |     | 49' |
| MF                   | 14 | Yoshinori Muto      |     | 78' |
| MF                   | 20 | Gaku Shibasaki      |     | 86' |
| Szövetségi kapitány: |    |                     |     |     |
| Javier Aguirre       |    |                     |     |     |

| GK                   | 1  | Amer Shafi (csk)    |     |     |
| RB                   | 11 | Oday Zahran         |     |     |
| CB                   | 3  | Tareq Khattab       |     |     |
| CB                   | 19 | Anas Bani Yaseen    |     |     |
| LB                   | 21 | Mohammad Al-Dmeiri  |     |     |
| DM                   | 5  | Mohammad Mustafa    | 11' |     |
| RM                   | 23 | Yousef Al-Rawashdeh | 38' | 46' |
| LM                   | 18 | Ahmed Elias         |     |     |
| AM                   | 8  | Odai Al-Saify       |     |     |
| CF                   | 20 | Hamza Al-Dardour    |     | 73' |
| CF                   | 14 | Abdallah Deeb       |     | 46' |
| Cserék:              |    |                     |     |     |
| FW                   | 10 | Ahmad Hayel         |     | 46' |
| MF                   | 16 | Munther Abu Amarah  |     | 46' |
| MF                   | 13 | Khalil Bani Attiah  |     | 73' |
| Szövetségi kapitány: |    |                     |     |     |
| Ray Wilkins          |    |                     |     |     |

| A mérkőzés játékosa: Shinji Kagawa (Japán) Asszisztensek: Abdukhamidullo Rasulov (üzbegisztáni) Bakhadyr Kochkarov (kirgiz) Negyedik játékvezető: Ammar Al-Jeneibi (arab emírségekbeli) Ötödik játékvezető: Palitha Hemathunga (Srí Lanka-i) |

### Irak – Palesztina
| 2015. január 20. 20:00 (UTC+11) |

| Irak                 | 2–0               | Palesztina |
| -------------------- | ----------------- | ---------- |
| Mahmúd 48' Yasin 88' | (0–0) Jegyzőkönyv |            |

| Canberra Stadium, Canberra Nézőszám: 10 235 Játékvezető: Abdulla Hassan Mohamed (arab emírségekbeli) |

| Irak | Palesztina |

| GK                   | 12 | Dzsalál Haszan       |  |     |
| RB                   | 23 | Waleed Salem         |  |     |
| CB                   | 2  | Ahmad Ibrahim        |  |     |
| CB                   | 14 | Salam Shaker         |  |     |
| LB                   | 15 | Durgám Iszmáíl       |  |     |
| CM                   | 21 | Szaad Abd el-Amír    |  |     |
| CM                   | 5  | Jászer Kászim        |  |     |
| RW                   | 7  | Amdzsad Kalaf        |  | 46' |
| AM                   | 8  | Justin Meram         |  | 71' |
| LW                   | 9  | Ahmed Yasin          |  |     |
| CF                   | 10 | Younis Mahmoud (csk) |  | 79' |
| Cserék:              |    |                      |  |     |
| DF                   | 6  | Ali Adnan            |  | 46' |
| MF                   | 13 | Oszáma Rasíd         |  | 71' |
| FW                   | 16 | Marván Huszejn       |  | 79' |
| Szövetségi kapitány: |    |                      |  |     |
| Rádi Senajsil        |    |                      |  |     |

| GK                   | 1  | Toufic Ali              |     |     |
| RB                   | 4  | Ahmed Harbi             | 59' |     |
| CB                   | 9  | Khaled Salem            |     |     |
| CB                   | 15 | Abdelatif Bahdari (csk) |     |     |
| LB                   | 14 | Abdullah Jaber          |     |     |
| RM                   | 10 | Ismail Al-Amour         |     | 67' |
| CM                   | 20 | Khader Yousef           |     |     |
| CM                   | 8  | Hesham Salhe            | 21' |     |
| LM                   | 11 | Ahmed Maher             |     |     |
| SS                   | 7  | Ashraf Nu’man           |     |     |
| CF                   | 16 | Mahmoud Eid             |     | 79' |
| Cserék:              |    |                         |     |     |
| MF                   | 13 | Jaka Ihbeisheh          |     | 67' |
| MF                   | 19 | Abdelhamid Abuhabib     |     | 79' |
| Szövetségi kapitány: |    |                         |     |     |
| Saeb Jendeya         |    |                         |     |     |

| A mérkőzés játékosa: Szaad Abd el-Amír (Irak) Asszisztensek: Mohamed Al Hammadi (arab emírségekbeli) Hasan Al Mahri (arab emírségekbeli) Negyedik játékvezető: Mohd Amirul Izwan (maláj) Ötödik játékvezető: Mohd Yusri Muhamad (maláj) |